# Mancomunitat de Municipis de la Safor
La Mancomunitat de Municipis de la Safor és una institució que inclou serveis mancomunats per als municipis de la comarca de la Safor. Actualment aglomera 30 municipis i 137.550 habitants, en una extensió de 428,50 km². Des del 2017, la mancomunitat està presidida per Tomàs Ferrandis Moscardó, alcalde de Compromís, a l'Ajuntament de Xeresa.
Les seues competències són:
- AEDL
- Arxius municipals
- Calaix Jove
- CDIAP
- Circuit Cultural
- CRIS
- Cultura
- Dependència
- Educació
- Gabinet Psicopedagògic
- SEAFI
- Serveis socials
- Turisme

Els 30 municipis que formen la mancomunitat són:
- Ador
- Afauir
- Almiserà
- Almoines
- l'Alqueria de la Comtessa
- Barx
- Bellreguard
- Beniarjó
- Benifairó de la Valldigna
- Beniflà
- Benirredrà
- Castellonet de la Conquesta
- Daimús
- la Font d'en Carròs
- Guardamar de la Safor
- Xeraco
- Xeresa
- Llocnou de Sant Jeroni
- Miramar
- Oliva
- Palma de Gandia
- Palmera
- Piles
- Potries
- Rafelcofer
- Real de Gandia
- Ròtova
- Simat de la Valldigna
- Tavernes de la Valldigna

Dins l'àmbit de la cultura, una de les activitats que promou la Mancomunitat és la convocatòria del Premi Carmesina de narrativa infantil.